# Alessandro Malaspina

Stemma dei Malaspina Spino Secco

Alessandro Malaspina (Mulazzo, 5 novembre 1754 – Pontremoli, 9 aprile 1810) è stato un esploratore e navigatore italiano a servizio della Spagna, dove è più noto come Alejandro Malaspina.

## Biografia

### Gli anni formativi in Italia
Alessandro era il terzo figlio maschio di Carlo Morello Malaspina e di Caterina Meli Lupi di Soragna; il padre era marchese di Mulazzo e di alcuni paesi del circondario mentre la madre, di origine parmigiana, era una nipote del viceré di Sicilia Giovanni Fogliani d'Aragona. 
Forse insoddisfatta dalle modeste condizioni di vita offerte dal piccolo feudo in Lunigiana, tra il 1762 e il 1765 la famiglia si trasferì a Palermo, ponendosi sotto la protezione dello zio materno Giovanni Fogliani d'Aragona, vicerè di Sicilia. Degli anni palermitani restano poche notizie, ma risulta che nel 1765 Alessandro venne affidato da Fogliani al proprio teologo di corte, padre Antonio Maria De Lugo; il giovane lo seguì a Roma, dove il prelato era chiamato a dirigere il Pontificio Collegio Pio Clementino.
Al termine dei suoi studi al Collegio, nel 1773, Alessandro si era dimostrato già da alcuni anni insofferente alla vita religiosa cui lo avrebbe destinato, secondo la tradizione di famiglia, la sua condizione di terzogenito. Era invece crescente il fascino che su di lui esercitava la navigazione, tanto che il padre acconsentì a modificare i suoi progetti e ad assecondare questa inclinazione.
Dopo una breve esperienza presso l'Ordine Militare di San Giovanni di Gerusalemme, durante la quale compì alcuni mesi di navigazione nel Mediterraneo occidentale in cerca di  pirati, poco dopo la morte del padre Malaspina lasciò Malta per seguire lo zio in Spagna. 

Nell'estate del 1774 il Fogliani era impegnato nel tentativo di essere reintegrato nella carica di viceré, dalla quale aveva dovuto dimettersi a causa di una rivolta popolare che pochi mesi prima lo aveva costretto alla fuga da Palermo.

### La carriera nella marina spagnola
La precedente esperienza e la parentela con l'ex vicerè, seppure in disgrazia, consentirono a Malaspina di essere ammesso direttamente con il grado di guardiamarina all'Accademia della Real Marina di Spagna a Cadice (18 novembre 1774) e di ottenervi un rapido avanzamento di carriera.
Imbarcato dal 13 gennaio 1775 sulla fregata Santa Teresa, Malaspina ebbe il battesimo del fuoco al largo di Melilla, assediata dal sultano del Marocco, e l'immediata promozione ad alférez de fragata conseguente al buon esito della missione e al coraggio dimostrato. Successivamente, partecipò anche all'attacco con il quale il primo ministro spagnolo Squillace intendeva punire colui che riteneva l'ispiratore dell'assedio di Melilla, il bey di Algeri; l'azione vide impegnate 400 navi nella rada della città, ma fu un colossale fallimento.
Dopo la promozione ad alférez de navío, Malaspina intraprese il suo primo viaggio oceanico. La missione, che si spinse fino al possedimento spagnolo di Manila e ritornò seguendo in entrambi i casi la rotta del Capo di Buona Speranza, venne effettuata dalla fregata Astrea comandata dal capitano Antonio Mesía. Il viaggio durò quasi due anni, dal dicembre 1777 al settembre 1779. Al ritorno Malaspina trovò ad attenderlo la promozione a teniente de fragata e l'assegnazione al vascello San Julián, destinato a incrociare al largo di Gibilterra. Il compito della squadra navale, comandata da Juan de Lángara y Huarte, consisteva nell'impedire i rifornimenti alla roccaforte nell'ambito della guerra contro l'Inghilterra scatenata dalla Guerra d'indipendenza americana, nella quale il sovrano Carlo III si era schierato con le colonie insorte.
Malaspina ebbe un ruolo importante nella battaglia tenuta il 16 gennaio 1780 al largo del capo di Santa María (o capo di San Vicente), chiamata dagli inglesi Moonlight Battle. Dopo la cattura da parte della squadra comandata dall'ammiraglio George Rodney, solo gli ufficiali superiori vennero infatti trasferiti su una nave nemica; a Malaspina venne consentito di rimanere sulla San Julián presidiata da un ridotto numero di inglesi. Con lo scatenarsi di una forte tempesta durante la notte, diverse navi minacciarono di schiantarsi sugli scogli a causa della scarsa conoscenza dei luoghi da parte degli inglesi. Per salvare la San Julián e l'equipaggio, Malaspina pretese di riprendere il comando e, una volta riconquistata la nave, rientrò a Cadice sotto la bandiera spagnola. Poco dopo venne promosso a teniente de navío.
Dopo aver partecipato ad altre azioni nel corso della stessa campagna, tra cui l'attacco a Gibilterra con 16 batterie corazzate galleggianti del 16 settembre 1782 e la battaglia di capo Spartel (20 ottobre), Malaspina era ormai capitán de fragata quando venne firmata la pace con l'Inghilterra. Venne quindi destinato, con la qualifica di comandante in seconda, alla fregata Asunción, che partì da Cadice il 14 agosto 1783 per portare la notizia della fine del conflitto alle colonie spagnole nelle Filippine. Anche in questo caso, i sedici mesi di viaggio videro la Asunción fare rotta per il Capo di Buona Speranza, attendere a Manila la stagione propizia e rientrare per la stessa via.

### La spedizione dell'Astrea

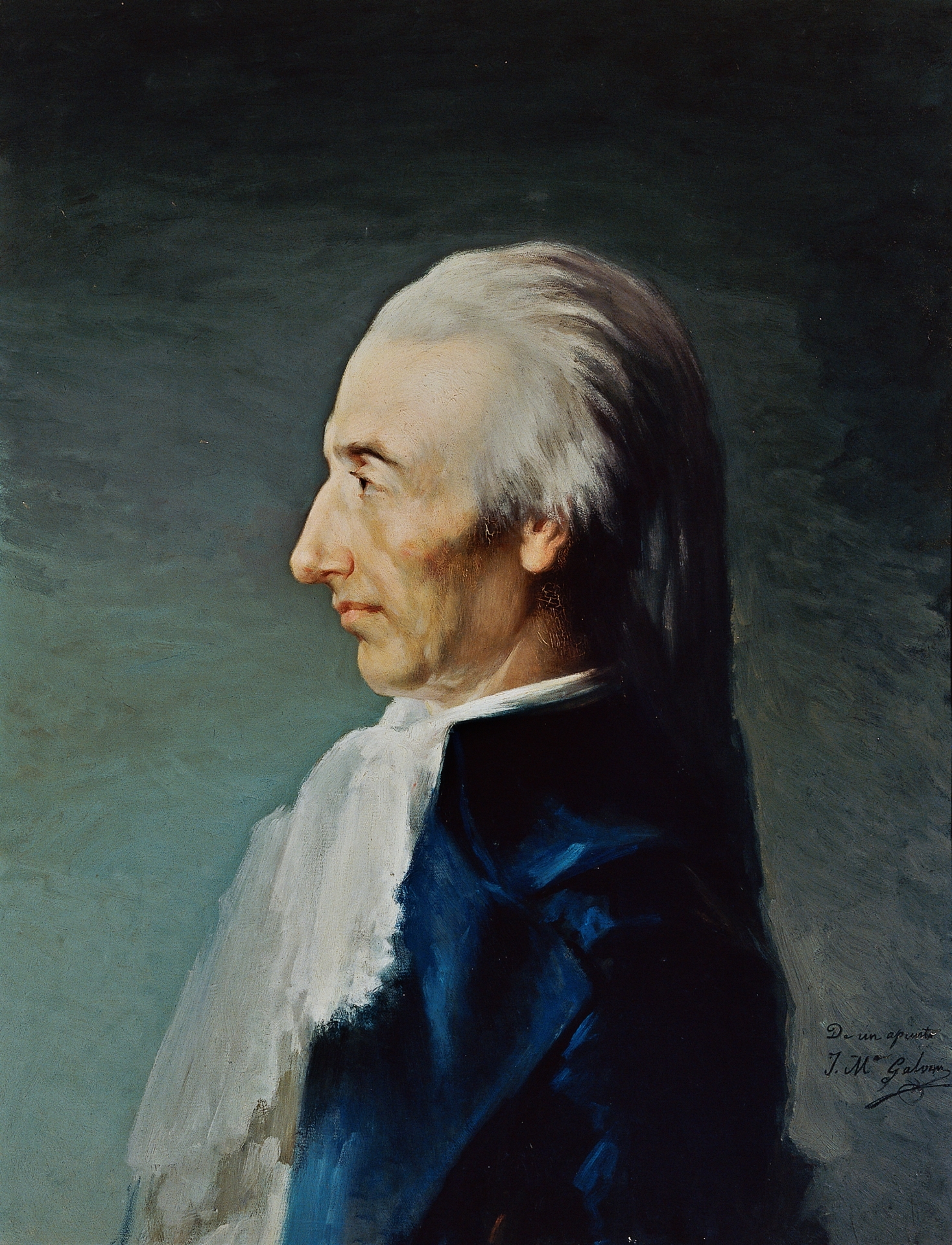
Alessandro Malaspina

Rientrato a Cadice e assegnato alla Compagnia dei Guardiamarina, nel 1785 ottenne di partecipare ad alcune campagne di rilevazioni cartografiche nel Mediterraneo, condotte dall'Osservatorio astronomico della città sotto la direzione del cartografo, matematico e astronomo Vicente Tofiño. Qualche tempo dopo, il ministro della Marina Antonio Valdés gli offrì il comando della fregata Astrea che la Compagnia delle Filippine intendeva riadattare per un viaggio commerciale. I direttori della Compagnia intendevano sfruttare per il proprio rilancio la possibilità di noleggiare navi dell'Armada, offerta da un recente decreto reale, e suggerirono il nome del giovane capitano che aveva già viaggiato sulla stessa nave. Dopo alcuni mesi di preparativi, gestiti da Malaspina con puntuale e minuziosissima attenzione, l'Astrea salpò da Cadice il 5 settembre 1786.
Dopo aver sfiorato le coste africane, la fregata si diresse verso il Sud America per doppiare Capo Horn e fare scalo prima a Concepción (Cile) il 18 gennaio 1787 e quindi nella rada del Callao, il porto di Lima, dove rimase durante tutto il mese di febbraio. Per il tragitto verso le Filippine, Malaspina decise di modificare la rotta consueta con l'obiettivo di ridurre i tempi di traversata; si spinse quindi ad ovest per 700 leghe prima di virare a nord-ovest, seguendo tale capo fino al 12º parallelo nord circa e quindi intercettando di nuovo la tradizionale rotta Acapulco-Manila. Preceduto da una breve sosta a Guam, l'attracco a Cavite avvenne il 5 maggio 1787, dopo 75 giorni di traversata; la previsione di Malaspina era tra i 70 e gli 80 giorni. Sbrigati i traffici concordati, il viaggio alla volta dell'Africa riprese il 29 novembre con l'arrivo dei monsoni.
Durante la seconda parte del viaggio, la navigazione fu meno agevole; inizialmente, le difficoltà incontrate nel mar Cinese Meridionale spinsero Malaspina a un breve scalo a Giacarta intorno al Natale 1787 e lo convinsero a evitare la consueta sosta a Table Bay dopo aver doppiato il Capo di Buona Speranza (22 febbraio 1788). Nei mesi successivi le burrasche e le continue variazioni di temperatura incontrate dopo il passaggio dell'Equatore, unite a un inizio di scorbuto, causarono sedici morti tra i membri dell'equipaggio; un numero rilevante anche se non inconsueto per l'epoca. L'Astrea gettò le ancore nel porto di Cadice il 18 maggio 1788, senza presentare avarie né avere incontrato imprevisti. Il comandante si recò personalmente a Madrid per consegnare i resoconti della missione alla Compagnia e al Ministero.

### Verso il giro del mondo
Nel corso delle precedenti spedizioni e grazie a un attento studio delle imprese degli altri esploratori, in particolare Cook e La Pérouse, Malaspina aveva maturato l'idea che il tempo delle "grandi scoperte" fosse ormai al termine. Ciò che restava ancora ampiamente da compiere era invece la "conoscenza" delle terre scoperte, non solo in termini geografici ma coinvolgendo specialisti di ciascuna branca del sapere, comprese le scienze umane e sociali. Da una simile analisi complessiva dei luoghi e del loro contesto erano destinati a trarre beneficio non solo la Corona spagnola (che avrebbe mantenuto il privilegio sulle informazioni di valore strategico), ma anche le altre nazioni europee, verso le quali il prestigio della Spagna si sarebbe accresciuto, e persino le stesse popolazioni indigene.
La proposta formale venne inviata da Cadice il 10 settembre 1788, firmata dallo stesso Malaspina e da José de Bustamante y Guerra, un ufficiale più giovane ed esperto in costruzioni navali che Malaspina intendeva affiancarsi nella missione. L'idea, che probabilmente era già stata discussa con Valdés nel precedente soggiorno madrileno, venne fortemente caldeggiata dal Ministro della marina al re Carlo III. L'approvazione reale giunse il 14 ottobre dello stesso anno, con l'impegno a dotare la spedizione di tutti i mezzi economici, logistici e diplomatici necessari per trasformarla in una ricognizione generale dei luoghi di interesse per la Spagna.
In accordo con l'impostazione di ampio respiro scientifico e politico proposta da Malaspina, in ogni aspetto della missione si ricercò il meglio. Venne ordinata la costruzione ex novo delle due corvette destinate alla spedizione, e vennero diffusi bandi tra i migliori ufficiali della Real Armada per comporre l'equipaggio. La selezione del supervisore scientifico, dei naturalisti di bordo, del cartografo e dei pittori e disegnatori venne compiuta tra i migliori professionisti disponibili in Spagna e all'estero, superando in molti casi le comprensibili resistenze nazionali. Anche i ruoli "di servizio" come chirurghi e cappellani furono riempiti con inconsueta attenzione alla loro efficacia per la spedizione.
Le corvette gemelle, battezzate Descubierta e Atrevida in onore di Cook (Discovery e Resolution erano le navi dell'esploratore inglese) furono varate il 12 giugno 1789; la spedizione salpò da Cadice il 30 luglio, dopo aver completato l'allestimento e il carico; ancora una volta la missione era stata preceduta da una estenuante e precisa pianificazione, nel corso della quale Malaspina aveva richiesto il parere di numerosissimi esperti. A bordo vennero portati gli strumenti scientifici più moderni e precisi e costituita una ricca biblioteca e un'ampia raccolta delle carte nautiche sino allora redatte.

### La spedizione Malaspina
Dopo aver attraversato l'Atlantico in soli 52 giorni, le corvette si trovarono in rada a Montevideo il 20 settembre. La consolidata presenza spagnola nell'area consentì alle varie componenti della spedizione di mettere a punto con serenità, sotto la meticolosa guida dell'ormai capitano di vascello Malaspina, i metodi di lavoro che sarebbero stati applicati nei cinque anni successivi. Vennero stabiliti protocolli per i rilievi astronomici, geografici e cartografici, per l'esecuzione delle raccolte naturalistiche e le riparazioni necessarie alle navi e fu rilevato l'estuario del Río de la Plata prima di iniziare la navigazione verso la Terra del Fuoco.
Il primo incontro con le popolazioni della Patagonia avvenne il 2 dicembre, a Puerto Deseado (Argentina), per arrivare il 28 dicembre allo Stretto di Magellano. Seguendo la rotta di Cook, le corvette risalirono il Pacifico verso nord toccando l'isola di Chiloé e poi Talcahuano, dove le numerose defezioni di marinai e le insalubri condizioni sanitarie indussero a una partenza anticipata. Proseguirono quindi verso le isole Juan Fernandez, Valparaíso (dove raggiunse la spedizione il naturalista Thaddeus Haenke), Coquimbo e Arica, per raggiungere infine il porto di Lima alla fine di maggio 1790. I quattro mesi passati in Perù furono la prima sosta importante nel corso della spedizione, dedicata alla manutenzione delle navi e all'organizzazione dei materiali da inviare in Spagna, oltre che al rilievo delle coste e all'esplorazione dell'interno, con spedizioni botaniche e geodetiche. Fu infine l'occasione per avere contezza, grazie alle missive ricevute, delle prime avvisaglie della Rivoluzione francese.
La navigazione proseguì verso nord nell'autunno, toccando Guayaquil (Ecuador) e quindi il Perico (il porto di Panama), dove fu avviata una missione al di là dell'istmo con l'obiettivo di calcolare il dislivello tra i due mari per studiare l'eventuale realizzazione di un canale. Di qui le navi proseguirono per El Realejo (Nicaragua) e Sonsonate (El Salvador), prima di arrivare ad Acapulco (Messico). Qui la spedizione fu raggiunta da nuovi ordini dalla Spagna, che le imponevano di risalire fino al 60º parallelo in cerca di un possibile "passaggio a nord-ovest", l'esistenza del quale era stata riportata alla ribalta da un controverso resoconto dello spagnolo Lorenzo Ferrer Maldonado, risalente a quasi due secoli prima ma riscoperto in quegli stessi anni grazie anche alle ricerche avviate da Malaspina prima della spedizione. Un gruppo di spagnoli rimase comunque in Messico per accompagnare Antonio Pineda e Louis Née nell'analisi naturalistica dell'interno del paese.
Le corvette salparono da Acapulco il 1º maggio 1791 e, per quanto la ricerca del mitico passaggio si rivelasse infruttuosa, l'esplorazione (che durò tutta l'estate e si spinse fino al 68º parallelo, l'ingresso dello Stretto di Prince William risultando impedito dai ghiacci) offrì lo spunto per una ricca serie di osservazioni geografiche che completarono i recenti rilievi di Cook e La Pérouse, correggendo non solo i profili costieri ma anche precisando altre osservazioni, ad esempio l'altezza del Monte Sant'Elia, che venne ricalcolata con estrema precisione.
L'importanza del viaggio alle alte latitudini fu però soprattutto antropologica ed etnografica, in particolare per le informazioni raccolte sulle popolazioni Tlingit della baia di Yakutat (il cui interno venne chiamato Disenchantment Bay, Puerto del Desengaño) e sui Nootka di Vancouver Island, sino ad allora sospettati di antropofagia. Con il capo di questi ultimi, Maquinna, venne stabilito anche un trattato di amicizia, allo scopo di consolidare la presenza spagnola nei confronti delle mire russe e britanniche. Sulla via del ritorno verso Acapulco, una parte della spedizione venne destinata a una campagna di rilievo della costa pacifica dell'America settentrionale da svolgersi nel corso dell'anno successivo, al comando degli ufficiali Cayetano Valdés y Flores e Dionisio Alcalá Galiano.
Salpate il 20 dicembre 1791 da Acapulco, la Descubierta e l'Atrevida si avventurarono nel Pacifico lungo la rotta del 12º parallelo nord, toccando prima le isole Marianne, sostando nella baia di Umatac a Guam e quindi a Palapa, sull'isola di Samar. Le corvette gettarono le ancore a Cavite, nella baia di Manila, il 26 marzo 1792. Dopo pochi giorni la seconda corvetta proseguì alla volta di Macao (Cina) per completare delle osservazioni con il pendolo semplice, mentre la prima si dedicò all'esplorazione dell'arcipelago. Durante i rilievi nell'interno dell'isola di Luzon venne però a mancare Pineda, sostituito nel ruolo di capo naturalista della spedizione da Haenke.
Verso novembre Malaspina ritenne che i tempi fossero maturi per dirigersi verso sud, per quanto non tutti i lavori previsti fossero terminati. Venne quindi lasciato indietro un drappello di uomini con la missione di terminare i rilievi cartografici di quei mari pericolosi, caratterizzati da bassi fondali e dalla presenza dei pirati malesi. Dopo una breve sosta a Zamboanga, la spedizione fece rotta verso Celebes e le Molucche, raggiungendo il Pacifico il 22 dicembre e dirigendosi quindi verso le Nuove Ebridi (Vanuatu) e la Nuova Zelanda. Il 24 febbraio 1793 la spedizione era infatti in vista del Doubtful Sound, dove le carte della regione vennero aggiornate rispetto all'opera di Cook; seguì quindi una sosta per ristorare gli equipaggi presso l'avamposto inglese di Botany Bay.
La navigazione proseguì quindi verso l'arcipelago delle Isole degli Amici (Tonga), per il quale era necessario riaffermare la priorità della scoperta spagnola. Il soggiorno presso le Isole degli Amici e le Vava'u si presentò fruttuoso e amichevole secondo le attese, anche grazie agli incontri con i capi locali Dobou e Vuna, per le consuete osservazioni geografiche, naturalistiche ed etnografiche. Tuttavia, Malaspina fece sì che rimanesse piuttosto breve (dal 20 maggio al 1º giugno 1793) perché la grande disponibilità degli indigeni rappresentava anche un ostacolo alla successiva partenza per il Perù, dove la spedizione giunse il 23 luglio.
Una volta rimessi in salute gli equipaggi e organizzata una spedizione di terra guidata da Felipe Bauzá e José Espinosa, le cui condizioni di salute non sembravano propizie alla traversata verso Capo Horn, congedato anche Haenke che intendeva completare le sue ricerche sulla flora boliviana, il 16 ottobre le navi iniziarono il lungo viaggio di ritorno, non senza qualche preoccupazione per le notizie di guerra arrivate dalla Spagna. Una volta doppiato il capo, le corvette si separarono per rilevare le isole Diego Ramírez e le Falkland oltre alle coste patagoniche, prima di ricongiungersi con la spedizione terrestre a Montevideo nel febbraio del 1794. A causa dello stato di guerra, su richiesta del viceré del Río de la Plata Malaspina assunse la scorta di un convoglio di bastimenti mercantili destinati a rientrare in Spagna, per quanto le corvette Descubierta e Atrevida non costituissero una protezione adeguata. La navigazione fu però tranquilla e il convoglio mercantile, che aveva viaggiato mascherato da squadra navale spagnola, entrò nel porto di Cadice il 21 settembre 1794. La Gazzetta Universale (Firenze) del 16 maggio 1795 così segnalò il ritorno della spedizione:

### Il ritorno a Corte e la caduta

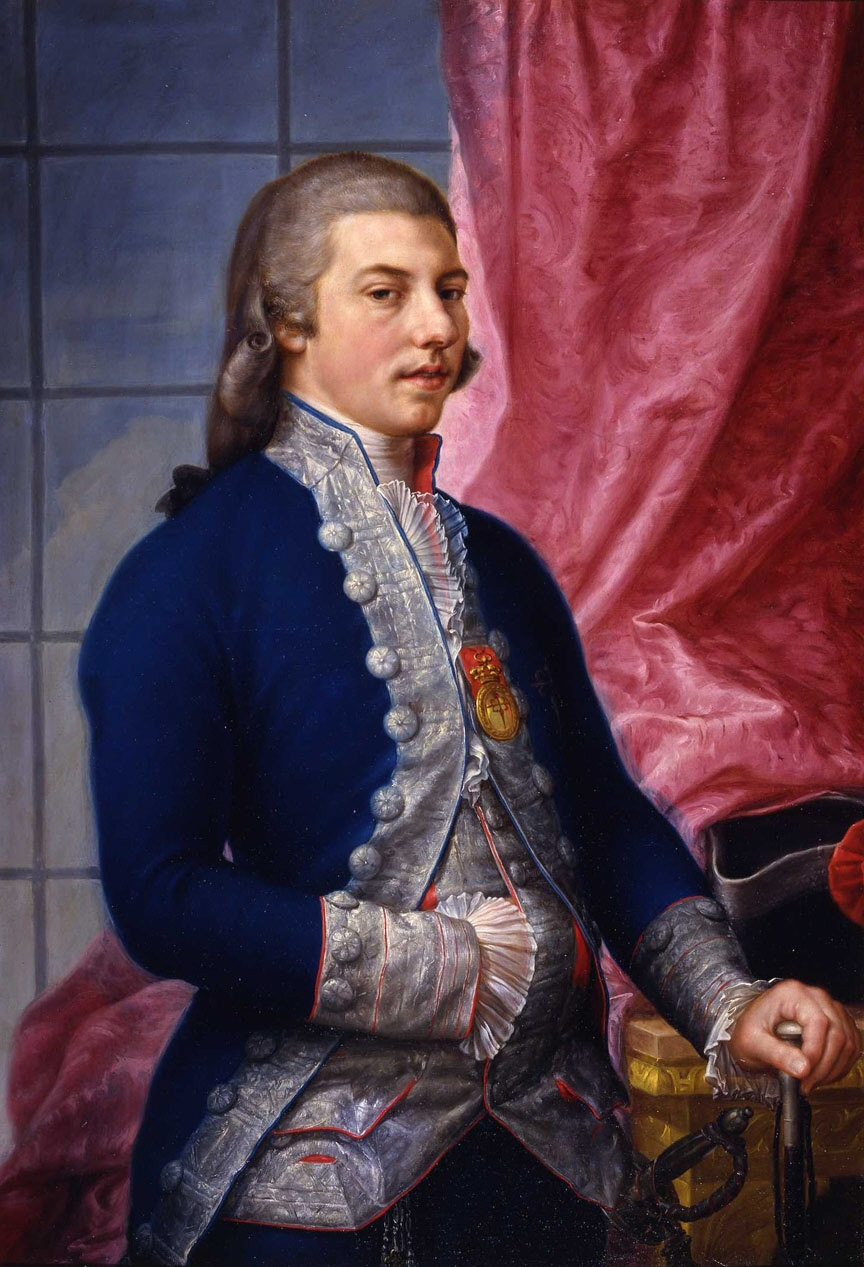
Ritratto del primo ministro spagnolo Manuel Godoy

La situazione politica in Europa al rientro della spedizione era profondamente mutata. Nel corso dei cinque anni precedenti il trono spagnolo era passato nelle mani del debole Carlo IV e la politica era affidata al giovane Manuel Godoy, primo ministro ambizioso e spregiudicato, nonché favorito del re e della potente regina Maria Luisa. L'amministrazione dello stato era appesantita da personalismi, corruzione e dalla ripulsa verso qualsiasi genere di riforma, invariabilmente avvertita in chiave antimonarchica. Oltre i Pirenei, infatti, la Rivoluzione francese aveva spazzato via il ramo principale dei Borbone; la Spagna aveva aderito alla Prima coalizione e i due stati erano entrati in guerra nel 1793.
Malaspina appariva profondamente turbato dalla situazione in cui aveva ritrovato la Spagna e in particolare la corte di Madrid, dove era stato chiamato nel novembre 1794 a presentare i risultati della spedizione e dove aveva cominciato ad affrontare il gravoso compito di riordinare tutti i materiali raccolti per la pubblicazione. Nel settembre 1795 inviò i suoi scritti al governo spagnolo, ma quest'ultimo giudicò la loro pubblicazione inopportuna nella situazione politica allora esistente. Disincantato, Malaspina condusse sulla stampa madrilena una polemica filosofico-letteraria sul significato della bellezza in natura, e allo stesso tempo prese parte a una cospirazione segreta per rovesciare il primo ministro Manuel Godoy. Il paese gli appariva in chiaro declino, la sua potenza offuscata da debolezze, intrighi e giochi di potere; la corruzione dei costumi e il disinteresse verso il bene dello Stato e del popolo erano evidenti, il dissesto dell'erario sempre più profondo; la guerra si prospettava moralmente nefasta e militarmente rischiosa, visto il misero stato delle truppe.
L'esperienza appena terminata, grazie all'ampia prospettiva che gli aveva fornito sullo stato del mondo oltre che dei possedimenti spagnoli, lo aveva rafforzato nella convinzione che fossero necessarie ampie e coraggiose riforme per evitare la rovina del paese e della monarchia, affrontando problemi quali il decentramento e la lotta alla corruzione nella pubblica amministrazione, la liberalizzazione dei commerci e la tolleranza religiosa. Per quanto venisse accolto con grande considerazione per i suoi meriti scientifici, però, gli equilibri di potere presso la Corte non offrivano alcun appiglio alle sue velleità di fornire un contributo in tal senso, e i suoi tentativi di offrire indicazioni al primo ministro sul miglior modo di gestire la guerra con la Francia furono accolti con estrema freddezza.
Né i primi insuccessi né gli inviti alla prudenza degli amici più avvezzi alle dinamiche della Corte scoraggiarono però Malaspina, che con il passare del tempo individuava sempre più precisamente in Manuel Godoy il principale ostacolo a un recupero della dignità della monarchia spagnola. Egli si adoperò quindi per far pervenire ai sovrani, attraverso degli intermediari, un suo piano di riforma del governo che prevedeva l'allontanamento del primo ministro e la sua sostituzione con il progressista duca d'Alba, affiancato da Valdés, dall'ex viceré della Nuova Spagna conte di Revillagigedo e dal giurista Gaspar Melchor de Jovellanos.
Intercettato da Godoy, il piano venne utilizzato da quest'ultimo per accusare Malaspina di cospirazione, attribuendogli persino velleità anarchiche e l'intenzione di rovesciare la dinastia borbonica a favore di una repubblica giacobina. Ottenuta l'approvazione del re in un primo Consiglio di Stato il 22 novembre 1795, il giorno successivo Godoy fece arrestare Malaspina; con lui vennero denunciati e arrestati una dama di corte, la marchesa di Matallana, responsabile della trasmissione della missiva, e un frate dell'ordine dei Caracciolini, padre Manuel Gil, che collaborava con Malaspina alla stesura dei resoconti della spedizione. Un successivo Consiglio di Stato (27 novembre) confermò l'arresto e ordinò di processare gli accusati.

### La prigionia e l'esilio
In difetto di elementi chiari di colpevolezza e non trovando supporto nemmeno nelle labili accuse di eresia risalenti a molti anni prima e ravvivate per l'occasione, il processo si trascinò fino all'anno successivo, quando Godoy ottenne un decreto reale per chiudere la questione a suo favore. Il 20 aprile 1796 Malaspina venne trasferito al castello di San Antón de La Coruña, in Galizia, per rimanervi dieci anni e un giorno. La nobildonna venne esiliata in un luogo diverso dalla residenza del marito, mentre il frate venne inviato al carcere dei Toribios a Siviglia.
Nonostante gli fosse stato imposto il divieto di comunicazioni con l'esterno, durante la prigionia Malaspina riuscì a mantenere i contatti con i parenti rimasti in Italia, in particolare con il fratello Azzo Giacinto, erede del marchesato. Scrisse molto anche ad alcuni amici, come il console Paolo Greppi, che potevano aiutarlo per la sua liberazione, opera per la quale Malaspina continuò ad impegnarsi incessantemente, senza mai abbandonare la sua posizione di piena lealtà alla Corona spagnola e la convinzione di essere una vittima personale dell'ambizione di Godoy. Nel frattempo si impegnò nelle letture di classici e trattatisti moderni e nella stesura di alcune opere di saggistica, nonostante la scarsità di risorse di cui poteva godere nella prigionia.
Per quanto costanti e dedicati fossero gli sforzi della sua cerchia di amici, però, fu solo alla fine del 1802 che l'interessamento di Francesco Gravina, Francesco Melzi d'Eril e altri presso lo stesso Napoleone indussero finalmente la Spagna a commutare la condanna di Malaspina nell'esilio perpetuo. Nel frattempo i punti di riferimento erano cambiati ancora una volta: Azzo Giacinto, dopo aver accolto le truppe napoleoniche con entusiasmo, si era distaccato dalle posizioni più radicali, ma era stato comunque arrestato dagli Austriaci nel corso della breve restaurazione del 1799, morendo poco dopo durante un tentativo di fuga. Nel 1800 era morto a Parigi l'amico Paolo Greppi e i rapporti con l'altro fratello, Luigi, che era succeduto ad Azzo, non erano tra i migliori.
Arrivato a Genova nel marzo 1803, Malaspina decise di stabilirsi a Pontremoli nell'attesa di risolvere le controversie con il fratello, senza però rinunciare ai contatti con la realtà milanese, inserendosi ben presto nel circuito politico oltre che intellettuale. Francesco Melzi d'Eril, ormai vicepresidente della Repubblica Italiana, lo incaricò di ispezionare le coste adriatiche per suggerire le più opportune difese marittime da applicarvi, e qualche tempo dopo gli venne affidato l'incarico di studiare un cordone sanitario per fronteggiare l'epidemia di febbre gialla scoppiata a Livorno. Malaspina trovò anche occasione di prospettare delle riforme dei meccanismi di esazione delle tasse, che risultavano particolarmente ingiuste per le popolazioni della Lunigiana.
Con la trasformazione della Repubblica in Regno d'Italia venne tuttavia a scemare il coinvolgimento politico di Malaspina, che gradualmente spostò il suo centro di interesse verso Firenze e Pontremoli, dove morì il 9 aprile 1810. La sua morte venne riportata nella Gazzetta di Genova del 18 aprile 1810: